# Kristensamfundet
Kristensamfundet, (på tysk Die Christengemeinschaft) er et antroposofisk inspireret kirkesamfund grundlagt 1922  i Dornach i Schweiz af blandt andre den lutherske præst Friedrich Rittelmeyer. Det bygger på Rudolf Steiners gnostiske tanker om kristendom. 

## Historie, lære og medlemmer
Efter første verdenskrig var det særligt yngre mennesker, som søgte en samfundsfornyelse. En gruppe unge teologistuderende og yngre præster søgte råd hos Rudolf Steiner for at få hjælp til at forny det religiøse liv. Rudolf Steiner gav råd og hjælp, men præciserede at det ikke var hans opgave at tage del i et religiøst samfund. Kristensamfundet bygger både på protestantiske og katolske elementer, og nærheden til den katolske kirke afspejles blandt andet i dele af liturgien. Som i den katolske kirke er der syv sakramenter: dåb (hvor barnet døbes i vand, salt og aske), konfirmation, skriftemål, gudstjeneste med nadver (kaldet menneskevielsens handling), brudevielse, præstevielse og den sidste olie (dødssakramentet).
Trossamfundet er aktivt i 32 lande og har omkring 35 000 medlemmer, de fleste i Tyskland, USA og de skandinaviske lande. Både mænd og kvinder kan blive præster. Det første præsteseminarium blev etableret i 1933 i Stuttgart og siden i Hamborg og Chicago. Trossamfundets øverste leder kaldes Erzoberlenker. Embedet er siden 2005 beklædt af Vicke von Behr-Negendanck. Trossamfundet har ingen dogmer, alle medlemmer har trosfrihed, og præstene har lærefrihed bortset fra i liturgien. Kristensamfundet ser sig mere som et liturgisk kristent fællesskab end et bekendelsesfællesskab.
Kristensamfundet fik i 1964 sin første fastboende præst i Danmark. Der er menigheder i Aarhus, Odense og København.
I dag er Kristensamfundet af kirkeministeriet godkendt som et trossamfund og har juridisk status som sådant.

## Trosbekendelse
Kristensamfundet tilslutter sig ikke nogen af de andre kristne kirkers trosbekendelser og deltager derfor hverken i Kirkernes Verdensråd eller i det øvrige samarbejde mellem kirkerne. Tilsvarende anerkender Folkekirken ikke Kristensamfundets dåb.
Kristensamfundet anerkender dog Folkekirkens, andre kirkers og andre kristne trossamfunds dåb, konfirmation, bryllup, osv.
I Kristensamfundets trosbekendelse omtales alle kristne samfund som samfund, der kan føle sig forenet i én kirke.
Her hedder det i afslutningen af trosbekendelsen: "Samfund, hvis lemmer føler Kristus i sig, tør føle sig forenet i een kirke, som alle tilhører, der fornemmer Kristi helsebringende magt. De tør håbe på syndesygens overvindelse. På menneskevæsenets videre beståen. Og på bevarelse af det for evigheden bestemte liv. 
Ja, så er det".